# Нью-Вієнна (Айова)
Нью-Вієнна (англ. New Vienna) — місто (англ. city) в США, в окрузі Дюб'юк штату Айова. Населення — 382 особи (2020).

## Географія
Нью-Вієнна розташований за координатами 42°32′52″ пн. ш. 91°6′50″ зх. д. / 42.54778° пн. ш. 91.11389° зх. д. (42.547676, -91.114009).  За даними Бюро перепису населення США в 2010 році місто мало площу 1,14 км², уся площа — суходіл. В 2017 році площа становила 1,21 км², уся площа — суходіл.

## Демографія
Згідно з переписом 2010 року, у місті мешкало 407 осіб у 173 домогосподарствах у складі 118 родин. Густота населення становила 357 осіб/км².  Було 180 помешкань (158/км²).
Расовий склад населення:
| - 98,8 % — білих - 0,7 % — азіатів - 0,2 % — чорних або афроамериканців |

До двох чи більше рас належало 0,2 %. Частка іспаномовних становила 0,2 % від усіх жителів.
За віковим діапазоном населення розподілялося таким чином: 23,8 % — особи молодші 18 років, 56,8 % — особи у віці 18—64 років, 19,4 % — особи у віці 65 років та старші. Медіана віку мешканця становила 41,8 року. На 100 осіб жіночої статі у місті припадало 101,5 чоловіків;  на 100 жінок у віці від 18 років та старших — 96,2 чоловіків також старших 18 років.
Середній дохід на одне домашнє господарство  становив 58 702 долари США (медіана — 55 469), а середній дохід на одну сім'ю — 69 780 доларів (медіана — 65 469). За межею бідності перебувало 8,9 % осіб, у тому числі 0,0 % дітей у віці до 18 років та 20,7 % осіб у віці 65 років та старших.
Цивільне працевлаштоване населення становило 231 осіб. Основні галузі зайнятості: виробництво — 21,6 %, освіта, охорона здоров'я та соціальна допомога — 14,7 %, фінанси, страхування та нерухомість — 9,1 %, роздрібна торгівля — 8,7 %.